# Phyllodromica algerica
Phyllodromica algerica es una especie de cucaracha del género Phyllodromica, familia Ectobiidae. Fue descrita científicamente por Bolívar en 1881.
Habita en Marruecos y Argelia.